# Gaijin Entertainment
Gaijin Entertainment è un'azienda sviluppatrice di videogiochi indipendente Ungherese. Nata nel 2002 da Anton e Kirill Yudintsevin in Russia, è nota per aver sviluppato il videogioco War Thunder.
Il team di Gaijin è composto da più di 160 dipendenti. I progetti della società hanno ricevuto molti premi, tra cui "Miglior simulatore per console di nuova generazione" (il-2 Sturmovik: Birds of Prey per Xbox 360 e PlayStation 3) e "Best technologies" per il motore Dagor.
L'azienda ha guadagnato notorietà per aver perseguito azioni legali contro il proprietario di gaijin.com, un sito Web non affiliato che segue l'azienda da 7 anni. La querela è stata depositata nel novembre 2013.

## Dagor Engine
Il Dagor Engine è un motore grafico sviluppato nel 2005 e utilizzato da Gaijin per lo sviluppo dei suoi videogiochi. Successivamente lo sviluppo di Dagor Engine è passato a Dagor Technologies, società separata da Gaijin, che lo ha aggiornato negli anni. Dagor Engine incorpora il motore fisico PhysX, sviluppato da nVidia.
Nel 2012 è stato pubblicato Dagor Engine 5.0, prima dell'uscita di War Thunder; Gaijin ha confermato che la versione di Dagor Engine utilizzata per lo sviluppo di War Thunder è la versione 6.0. Le versioni più recenti si concentrano sullo scenario, gli effetti visivi e l'ombreggiatura.

## Videogiochi
| Videogioco                    | Anno | Sviluppatore         | Editore                                           |
| ----------------------------- | ---- | -------------------- | ------------------------------------------------- |
| Adrenaline                    | 2005 | Gaijin Entertainment | 1C Company, Gaijin Entertainment                  |
| X-Blades                      | 2009 | Gaijin Entertainment | 1C Company, SouthPeak Games, Top Ware Interactive |
| IL-2 Sturmovik: Birds of Prey | 2009 | Gaijin Entertainment | 1C Company, 505 Games, Gaijin Entertainment       |
| Anarchy: Rush Hour            | 2010 | Gaijin Entertainment | Gaijin Entertainment                              |
| Modern Conflict               | 2010 | Gaijin Entertainment | Gaijin Entertainment                              |
| Apache: Air Assault           | 2010 | Gaijin Entertainment | Activision                                        |
| Braveheart                    | 2010 | Gaijin Entertainment | Gaijin Entertainment                              |
| Blades of Time                | 2012 | Gaijin Entertainment | Konami, Iceberg Interactive                       |
| Birds of Steel                | 2012 | Gaijin Entertainment | Konami                                            |
| Star Conflict                 | 2012 | Targem Games         | Gaijin Entertainment                              |
| War Thunder                   | 2013 | Gaijin Entertainment | Gaijin Entertainment, Tencent Games               |
| Skydive: Proximity Flight     | 2013 | Gaijin Entertainment | Gaijin Entertainment                              |
| Crossout                      | 2016 | Tagerm Games         | Gaijin Entertainment                              |
| Cuisine Royale                | 2018 | DarkFlow Software    | Gaijin Entertainment                              |
| Enlisted                      | 2020 | DarkFlow Software    | Gaijin Entertainment                              |